# Sylvia Frühwirth-Schnatter
Sylvia Frühwirth-Schnatter (* 21. Mai 1959 in Wien) ist eine österreichische Statistikerin und seit dem 1. September 2011 Professorin für Angewandte Statistik und Ökonometrie an der WU Wien.

## Leben
Nach Ablegung der Matura 1977 studierte Sylvia Frühwirth-Schnatter Technische Mathematik (Wahlplan Wirtschaftsmathematik) an der Technischen Universität Wien. Nach ihrer Tätigkeit als Vertragsassistentin am Institut für Hydraulik, Gewässerkunde und Wasserwirtschaft der TU promovierte sie 1988. Danach war sie als PostDoc am Institut für Wahrscheinlichkeitstheorie und Statistik der TU, Abteilung für regional- und informationswissenschaftliche Statistik, und als Universitätsassistentin am Institut für Statistik der Wirtschaftsuniversität Wien, Abteilung für experimentelle Mathematik und Statistik, tätig. Ab 1996 lehrte sie an diesem Institut als außerordentliche Universitätsprofessorin. Zudem erhielt sie die Lehrbefugnis für Statistik an der WU. Im Jahre 2003 erhielt sie einen Ruf als Professorin für Sozial- und Wirtschaftsstatistik an die Johannes Kepler Universität (JKU) Linz. Von 2003 bis 2011 war sie Editor der Statistical Papers, seit 2007 ist sie Associate Editor des Journal of Econometrics. Im Jahr 2011 wurde sie zum korrespondierenden Mitglied, im Jahr 2014 zum wirklichen Mitglied der philosophisch-historischen Klasse der Österreichischen Akademie der Wissenschaften gewählt.
Sylvia Frühwirth-Schnatter ist mit dem früher am Institut für Hochenergiephysik der ÖAW (HEPHY) tätigen und mittlerweile pensionierten Statistiker Rudolf Frühwirth verheiratet und Mutter von drei Söhnen.

## Arbeits- und Forschungsschwerpunkte
Sylvia Frühwirth-Schnatter ist vor allem für ihre Arbeiten auf dem Gebiet der Bayes-Statistik und der Entwicklung von effizienten Markov Chain Monte Carlo Methoden bekannt. Sie hat eine einflussreiche, preisgekrönte Monographie auf dem Gebiet der finiten Mischungsmodelle verfasst. Die  Anwendungsgebiete ihrer Arbeiten liegen im Bereich der Wirtschafts- und Sozialwissenschaften. Sie ist aktives Mitglied der ISBA (International Society of Bayesian Analysis), als deren Vorstandsmitglied sie seit 2008 tätig ist. Im Jahr 2020 war sie Präsidentin der ISBA.

## Preise
- Elected member of the International Statistical Institute (2007)
- DeGroot Prize 2007 (Preis der International Society of Bayesian Analysis für eine herausragende Monographie auf dem Gebiet der Statistik)
- WU Best Paper Award 2005 (Preis des Jubiläumsfonds der Stadt Wien für hervorragende Publikationen an der Wirtschaftsuniversität Wien)
- Förderungspreis der Senator Wilfling Stiftung zur Förderung der wissenschaftlichen Forschung an der Wirtschaftsuniversität Wien (1997)